# Matybudy
Matybudy – część wsi Harasiuki w Polsce położona w województwie podkarpackim, w powiecie niżańskim, w gminie Harasiuki.
W latach 1975–1998 Matybudy administracyjnie należały do województwa tarnobrzeskiego.